# Temporada 1988-89 de los Golden State Warriors

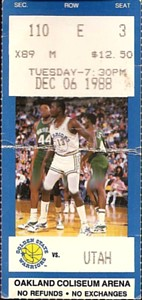
Ticket de Jazz vs Warriors

La temporada 1988-89 fue la cuadragésimo tercera de los Warriors en la NBA, la vigésimo séptima en el Área de la Bahía de San Francisco, a donde llegaron procedentes de Filadelfia, y la decimoctava en la ciudad de Oakland con la denominación de Golden State Warriors. La temporada regular acabó con 43 victorias y 39 derrotas, acabando en la séptima posición de la Conferencia Oeste, clasificándose para los playoffs, en los que alcanzaron las semifinales de conferencia, donde cayeron ante los Phoenix Suns.

## Elecciones en elDraft
| Ronda | Puesto | Jugador        | Posición | Nacionalidad   | Universidad  |
| ----- | ------ | -------------- | -------- | -------------- | ------------ |
| 1     | 5      | Mitch Richmond | Escolta  | Estados Unidos | Kansas State |
| 2     | 41     | Keith Smart    | Base     | Estados Unidos | Indiana      |

## Temporada regular
| División Pacífico        | División Pacífico | División Pacífico | División Pacífico | División Pacífico | División Pacífico | División Pacífico | División Pacífico | División Pacífico |
| Equipo                   | G                 | P                 | %                 | PD                | Casa              | Fuera             | Div               |                   |
| ------------------------ | ----------------- | ----------------- | ----------------- | ----------------- | ----------------- | ----------------- | ----------------- | ----------------- |
| y-Los Angeles Lakers     | 57                | 25                | .695              | –                 | 35–6              | 22–19             | 25–9              |                   |
| x-Phoenix Suns           | 55                | 27                | .671              | 2                 | 35–6              | 20–21             | 23–11             |                   |
| x-Seattle SuperSonics    | 47                | 35                | .573              | 10                | 31–10             | 16–25             | 20–14             |                   |
| x-Golden State Warriors  | 43                | 39                | .524              | 14                | 29–12             | 14–27             | 15–19             |                   |
| x-Portland Trail Blazers | 39                | 43                | .476              | 18                | 28–13             | 11–30             | 17–17             |                   |
| Sacramento Kings         | 27                | 55                | .329              | 30                | 21–20             | 6–35              | 12–22             |                   |
| Los Angeles Clippers     | 21                | 61                | .256              | 36                | 17–24             | 4–37              | 7–27              |                   |

## Playoffs

### Primera ronda
Utah Jazz vs. Golden State Warriors 
| Fecha       | Partido                                   | Ciudad         |
| ----------- | ----------------------------------------- | -------------- |
| 27 de abril | Utah Jazz 119, Golden State Warriors 123  | Salt Lake City |
| 29 de abril | Utah Jazz 91, Golden State Warriors 99    | Salt Lake City |
| 2 de mayo   | Golden State Warriors 120, Utah Jazz 106  | Oakland        |
|             | Golden State Warriors gana las series 3-0 |                |

### Semifinales de conferencia
Phoenix Suns vs. Golden State Warriors 
| Fecha      | Partido                                     | Ciudad  |
| ---------- | ------------------------------------------- | ------- |
| 6 de mayo  | Phoenix Suns 130, Golden State Warriors 106 | Phoenix |
| 9 de mayo  | Phoenix Suns 122, Golden State Warriors 127 | Phoenix |
| 11 de mayo | Golden State Warriors 104, Phoenix Suns 113 | Oakland |
| 13 de mayo | Golden State Warriors 99, Phoenix Suns 135  | Oakland |
| 16 de mayo | Phoenix Suns 116, Golden State Warriors 104 | Phoenix |
|            | Phoenix Suns gana las series 4-1            |         |

## Estadísticas
| Rk | Jugador          | Edad | P  | PT | MP   | TC   | TCI  | %TC  | T3  | T3I | %T3  | TL  | TLI | %TL  | RO  | RD  | RT  | AS  | RB  | TAP | BP  | FP  | PTS  |
| -- | ---------------- | ---- | -- | -- | ---- | ---- | ---- | ---- | --- | --- | ---- | --- | --- | ---- | --- | --- | --- | --- | --- | --- | --- | --- | ---- |
| 1  | Chris Mullin     | 25   | 82 | 82 | 37.7 | 10.1 | 19.9 | .509 | 0.3 | 1.2 | .230 | 6.0 | 6.7 | .892 | 1.9 | 4.0 | 5.9 | 5.1 | 2.1 | 0.5 | 3.6 | 2.2 | 26.5 |
| 2  | Mitch Richmond   | 23   | 79 | 79 | 34.4 | 8.2  | 17.5 | .468 | 0.4 | 1.1 | .367 | 5.2 | 6.4 | .810 | 2.0 | 3.9 | 5.9 | 4.2 | 1.0 | 0.2 | 3.4 | 2.8 | 22.0 |
| 3  | Winston Garland  | 24   | 79 | 79 | 33.7 | 5.9  | 13.6 | .434 | 0.1 | 0.5 | .233 | 2.6 | 3.2 | .809 | 1.3 | 2.9 | 4.2 | 6.4 | 2.2 | 0.2 | 2.4 | 2.7 | 14.5 |
| 4  | Terry Teagle     | 28   | 66 | 41 | 23.8 | 6.2  | 13.0 | .476 | 0.0 | 0.2 | .167 | 2.8 | 3.4 | .809 | 1.7 | 2.3 | 4.0 | 1.5 | 1.2 | 0.3 | 1.8 | 2.6 | 15.2 |
| 5  | Larry Smith      | 31   | 80 | 78 | 23.7 | 2.7  | 5.0  | .552 | 0.0 | 0.0 |      | 0.2 | 0.7 | .310 | 3.4 | 4.8 | 8.2 | 1.5 | 0.8 | 0.7 | 1.4 | 3.1 | 5.7  |
| 6  | Rod Higgins      | 29   | 81 | 1  | 23.3 | 3.7  | 7.8  | .476 | 0.8 | 2.1 | .393 | 2.3 | 2.8 | .821 | 1.4 | 3.3 | 4.6 | 2.0 | 0.5 | 0.5 | 0.9 | 2.1 | 10.6 |
| 7  | Manute Bol       | 26   | 80 | 4  | 22.1 | 1.6  | 4.3  | .369 | 0.3 | 1.1 | .220 | 0.5 | 0.8 | .606 | 1.5 | 4.3 | 5.8 | 0.3 | 0.1 | 4.3 | 1.0 | 2.8 | 3.9  |
| 8  | Otis Smith       | 25   | 80 | 5  | 20.0 | 3.9  | 8.9  | .435 | 0.1 | 0.5 | .189 | 2.2 | 2.7 | .798 | 1.6 | 2.5 | 4.1 | 1.8 | 1.1 | 0.5 | 1.6 | 2.1 | 10.0 |
| 9  | Ralph Sampson    | 28   | 61 | 36 | 17.8 | 2.7  | 6.0  | .449 | 0.0 | 0.1 | .375 | 1.0 | 1.6 | .653 | 1.7 | 3.3 | 5.0 | 1.3 | 0.5 | 1.1 | 1.5 | 2.8 | 6.4  |
| 10 | Steve Alford     | 24   | 57 | 3  | 15.2 | 2.5  | 5.5  | .463 | 0.4 | 0.9 | .377 | 0.9 | 1.0 | .831 | 0.2 | 1.0 | 1.2 | 1.5 | 0.8 | 0.1 | 0.8 | 0.9 | 6.3  |
| 11 | Ben McDonald     | 26   | 11 | 0  | 9.4  | 1.2  | 1.7  | .684 | 0.0 | 0.0 |      | 0.8 | 1.4 | .600 | 0.4 | 0.7 | 1.1 | 0.5 | 0.4 | 0.0 | 0.3 | 1.0 | 3.2  |
| 12 | John Starks      | 23   | 36 | 0  | 8.8  | 1.4  | 3.5  | .408 | 0.3 | 0.7 | .385 | 0.9 | 1.4 | .654 | 0.4 | 0.7 | 1.1 | 0.8 | 0.6 | 0.1 | 1.1 | 1.0 | 4.1  |
| 13 | Jerome Whitehead | 32   | 5  | 0  | 8.4  | 0.6  | 1.2  | .500 | 0.0 | 0.0 |      | 0.2 | 0.4 | .500 | 0.0 | 1.0 | 1.0 | 0.4 | 0.2 | 0.0 | 0.4 | 1.6 | 1.4  |
| 14 | Tellis Frank     | 23   | 32 | 2  | 7.7  | 1.1  | 2.8  | .374 | 0.0 | 0.0 | .000 | 1.2 | 1.6 | .765 | 0.8 | 1.1 | 1.9 | 0.5 | 0.4 | 0.2 | 0.9 | 1.8 | 3.3  |
| 15 | Shelton Jones    | 22   | 2  | 0  | 6.5  | 1.5  | 2.5  | .600 | 0.0 | 0.0 |      | 0.0 | 0.0 |      | 1.0 | 0.0 | 1.0 | 1.0 | 1.5 | 0.0 | 0.5 | 0.0 | 3.0  |
| 16 | John Stroeder    | 30   | 4  | 0  | 5.0  | 0.5  | 1.3  | .400 | 0.0 | 0.0 |      | 0.0 | 0.0 |      | 1.3 | 2.3 | 3.5 | 0.8 | 0.0 | 0.5 | 0.5 | 0.3 | 1.0  |
| 17 | Orlando Graham   | 23   | 7  | 0  | 3.1  | 0.4  | 1.4  | .300 | 0.0 | 0.0 |      | 0.3 | 0.6 | .500 | 1.1 | 0.4 | 1.6 | 0.0 | 0.0 | 0.0 | 0.3 | 0.9 | 1.1  |

## Galardones y récords
| Jugador        | Galardón                                                     |
| Mitch Richmond | Rookie del Año de la NBA Mejor quinteto de rookies de la NBA |
| Chris Mullin   | 2.º Mejor quinteto de la NBA All-Star                        |